# 来鳳県
来鳳県（らいほう-けん）は中華人民共和国湖北省恩施トゥチャ族ミャオ族自治州に位置する県。

## 行政区画
- 鎮:翔鳳鎮、百福司鎮、大河鎮、緑水鎮、旧司鎮、革勒車鎮
- 郷:漫水郷、三胡郷